# Phù Tuy
Phù Tuy (tiếng tráng: Fuzsuij, chữ Hán giản thể: 扶绥县, Hán Việt: Phù Tuy huyện, bính âm: Fúsuí Xiàn), là một huyện thuộc thành phố cấp địa khu Sùng Tả (崇左市, bính âm: Chóngzuǒ Shì) của khu tự trị dân tộc Choang Quảng Tây, Trung Quốc. Huyện này có tổng diện tích là 2876 km², dân số năm 2010 là 432.000 người, tráng dân số chiếm 82,8%.

## Các đơn vị hành chính
Huyện Phù Tuy có 8 trấn và 3 hương.